# Шарвін II
Шарвін II (перс. شروین; д/н — 930) — 10-й іспадбадх (володар) держави Бавандів у 896—930 роках.

## Життєпис
Походив з династії Бавандів, гілки Ка'усідів (Каюсіїв). Син іспадбадха Рустама I. У 896 році останній зазнав поразки й загинув у війні проти Рафі ібн Хартами, правителя Хорасана, який потім розділив володіння Рустама I в Табаристані з Мухаммадом ібн Зейдом, еміром Алавідів.
Шарвін II очолив Бавандів, намагаючись відновити втрачені землі. У 900 році разом з Шахріяром ібн Бадуспаном, правителем Каренвандів, допоміг еміру Ісмаїлу Самані завоювати Табаристан. За це переможець повернув Шарвіну II території Бавандів. 909 року допоміг саманідському валі (наміснику) Абу'л-Аббасу Абд Аллаху ібн Мухаммеду придушити повстання Насіра ібн Алі з династії Алавідів. У 910 році він допоміг придушити повстання Абу'л-Аббаса Абд Аллаха ібн Мухаммеда проти еміра Ахмада Самані.
У 914 році зазнав поразки від Хасана ібн-Алі, який відновив емірат Алавідів та змусив Шарвіна II визнати свою звернхість, сплачуючи данину. Втім вже новий правитель Алавідського імамату Хасан ібн-Касим відправив проти Шарвіна II армію, що сплюндрувала володіння того. Тоді іспадбадх з сином Шахріяром рушив до Астрабаду, де визнав зверхність Хасана ібн-Касима. Але під загрозою арешту Шарвін II і Шахріяр втекли до Бухари. 928 року після поразки Хасана від Саманідів знову повернув собі володіння в Табаристані.
930 року брав участь у заколоті Макана ібн Какі, валі Хорасана, проти еміра Насра II Самані, під час якої Шарвін II помер. Його наступником став син Шахріяр II.